# Вілрайт (Кентуккі)
Вілрайт (англ. Wheelwright) — місто (англ. city) в США, в окрузі Флойд штату Кентуккі. Населення — 509 осіб (2020).

## Географія
Вілрайт розташований за координатами 37°20′21″ пн. ш. 82°43′7″ зх. д. / 37.33917° пн. ш. 82.71861° зх. д. (37.339203, -82.718607).  За даними Бюро перепису населення США в 2010 році місто мало площу 4,56 км², уся площа — суходіл.

## Демографія
Згідно з переписом 2010 року, у місті мешкало 780 осіб у 240 домогосподарствах у складі 160 родин. Густота населення становила 171 особа/км².  Було 295 помешкань (65/км²).
Расовий склад населення:
| - 87,2 % — білих - 12,7 % — чорних або афроамериканців |

До двох чи більше рас належало 0,0 %. Частка іспаномовних становила 0,1 % від усіх жителів.
За віковим діапазоном населення розподілялося таким чином: 16,7 % — особи молодші 18 років, 74,1 % — особи у віці 18—64 років, 9,2 % — особи у віці 65 років та старші. Медіана віку мешканця становила 38,3 року. На 100 осіб жіночої статі у місті припадало 55,7 чоловіків;  на 100 жінок у віці від 18 років та старших — 47,1 чоловіків також старших 18 років.
Середній дохід на одне домашнє господарство  становив 34 213 долари США (медіана — 26 146), а середній дохід на одну сім'ю — 44 277 доларів (медіана — 39 018). За межею бідності перебувало 26,3 % осіб, у тому числі 21,2 % дітей у віці до 18 років та 48,0 % осіб у віці 65 років та старших.
Цивільне працевлаштоване населення становило 156 осіб. Основні галузі зайнятості: освіта, охорона здоров'я та соціальна допомога — 26,3 %, публічна адміністрація — 20,5 %, транспорт — 12,2 %, сільське господарство, лісництво, риболовля — 10,3 %.